# 위키드 레스터
위키드 레스터(영어: Wicked Lester)는 뉴욕을 근거지로 활동했던 로큰롤 밴드로, 멤버 변경과 함께 키스라는 새로운 밴드로 활동을 시작한 밴드이다. 1970년에 레인보우라는 이름으로 결성하였다. 가장 유명했던 멤버는 베이시스트인 진 클라인과 리듬 기타리스트인 스탠리 아이젠으로, 이후 각각 활동명을 진 시몬스와 폴 스탠리로 변경하였다. 1971년에는 밴드명을 위키드 레스터로 변경하였으며, 에픽 레코드를 통해 정규 음반을 녹음하였지만, 공식적으로 한 번도 발매되지 못하였다.
정규 음반은 《The Original Wicked Lester Sessions》라는 이름의 해적판으로 발매되었다. 그리고 키스는 공식적으로 2001년 발매한 박스 세트인 《The Box Set》를 통해 수록곡 중 세 곡을 공개하였다. 위키드 레스터는 로큰롤, 포크 록과 팝 장르의 음악 장르를 노래하였다. 시몬스와 스탠리는 밴드가 통일된 음악적 비전이 결여되어 있다고 판단하고, 1972년 말에 새로운 밴드를 결성하기 시작했다. 조금 더 솔직하고 하드 록 사운드를 지향하고, 무대에 중점을 두면서 1973년 초에 키스라는 밴드를 결성하였다.

## 역사

### 레인보우
1970년, 베이시스트인 진 클라인과 키보디스트 브루크 오스트랜더는 어린 시절 친구이자 클라인이 전에 몸담고 있던 밴드의 동료였던 리드 기타리스트 스티븐 코로넬을 영입하였다. 이윽고, 밴드는 레인보우(Rainbow)라는 이름을 가지게 되었다. 코로넬은 이전 밴드 오디션에서 떨어진 리듬 기타리스트인 스탠리 아이젠을 추천하였다. 아이젠이 합류한 후에는 오스트랜더가 드러머 조 데이비드슨을 영입하였고, 레인보우의 첫 라인업이 완성되었다. 하지만 데이비드슨은 오래 밴드에 머물지 않았고, 곧 토니 자렐라로 대체됐다.
1971년 초, 레인보우는 처음으로 공연을 펼쳤다. 공연은 스태튼아일랜드에 위치한 리치먼드 커뮤니티 칼리지에서 이루어졌으며, 두 세트로 구성되어 있었다. 그리고 이미 레인보우라는 이름을 먼저 사용하고 있었던 다른 밴드를 발견하였다. 멤버들은 레인보우라는 이름을 버리기로 결정하였고, 클라인이 위키드 레스터라는 이름이 특이하다며 활동명을 추천하였다. 새로 바꾼 이름은 잠재적으로 법적 문제를 피하기 위해 결정한 것이었지만, 동시에 더 독창적인 음악을 시작하려는 클라인과 아이젠의 욕망을 반영하기도 하였다.

## 미발매 음반

### 트랙 리스트
| #   | 제목                               | 작사·작곡                     | 재생 시간 |
| --- | ---------------------------------- | ----------------------------- | --------- |
| 1.  | 〈"Love Her All I Can"〉           | 스탠리                        | 2:28      |
| 2.  | 〈"Sweet Ophelia"〉                | 제리 고핀 베리 맨             | 2:56      |
| 3.  | 〈"Keep Me Waiting"〉              | 스탠리                        | 3:04      |
| 4.  | 〈"Simple Type"〉                  | 시몬스                        | 2:33      |
| 5.  | 〈"She"〉                          | 코로넬 시몬스                 | 2:54      |
| 6.  | 〈"Too Many Mondays"〉             | 신시아 웨일 베리 맨           | 3:27      |
| 7.  | 〈"What Happens in the Darkness"〉 | 타미 레스터 스미스            | 2:59      |
| 8.  | 〈"When the Bell Rings"〉          | 오스틴 로버츠 크리스토퍼 웰치 | 3:11      |
| 9.  | 〈"Molly" (aka Some Other Guy)〉   | 스탠리                        | 2:23      |
| 10. | 〈"We Want to Shout It Out Loud"〉 | 홀리스                        | 2:04      |
| 11. | 〈"Long, Long Road"〉              | 스탠리                        | 4:28      |

## 구성원
- 폴 스탠리 – 리듬 기타, 보컬 (1970–1973)
- 진 시몬스 – 베이스, 보컬 (1970–1973)
- 브루크 오스트랜더 – 키보드 (1970–1972, 2011년 사망)
- 스티븐 코로넬 – 리드 기타 (1970–1971)
- 조 데이비드슨 – 드럼 (1970)
- 토니 자렐라 – 드럼 & 퍼커션 (1970–1972)
- 론 리잭 – 리드 기타 (1971–1972)
- 피터 크리스 – 드럼 (1972–1973)